# Ann Ceurvels
Ann Ceurvels (née le 13 juillet 1968 à Anvers) est une actrice belge flamande.
Elle a également participé au clip musical de la chanson It's so Unreal de Zornik aux côtés de l'actrice Pascale Bal.

## Filmographie

### Télévision
- 1992 : De Wet van Wijns
- 1993 : Familie
- 1993 : F.C. De Kampioenen
- 1994 : Niet Voor Publicatie
- 1995 : Ons geluk
- 1996 : Wittekerke (nl)
- 1997 : Sterke verhalen
- 1998 : Thuis
- 1998 : Hof van Assisen
- 1998 : Windkracht 10
- 1999 : De Makelaar
- 2000 : De Grote boze wolf show
- 2002 : Flikken
- 2005 : Star Academy
- 2007 : My Mind and Body
- 2009 : Mega Mindy
- 2009 : Aspe
- 2009 : Code 37
- 2012 : Witse
- 2013 : Salamander
- 2025 : Brooklyn

### Cinéma
- Yuppies
- Kiekeboe: Het witte bloed
- Diamant
- Rauw!
- Zoltan
- Costa!
- Badry's Alibi